# Manoir de Montesquiou
Le manoir de Montesquiou est un château situé à La Malène en Lozère. Cette demeure du XVe siècle est actuellement reconvertie en hôtel.

## Situation
Le château est situé dans les gorges du Tarn, sur la commune de La Malène, non loin d'autres châteaux tels celui de la Caze.

## Histoire
Propriété de la famille de Montesquiou, le château est voué à disparaître au XVIIe siècle. En effet, le 28 septembre 1652, Louis XIII ordonne de raser les forteresses du royaume déclarées comme rebelles. Cependant, alors qu'il arrive le temps de raser celui de La Malène, le roi autorise Pierre de Montesquiou d'Artagnan à garder intact son domaine en remerciement de services rendus à la couronne.
Il a depuis, au XXe siècle, été transformé en hôtel de luxe.